# Pien Limpens
Pien Limpens (24 februari 2001) is een Nederlandse wielrenster uit het Limburgse Obbicht. Vanaf 2024 rijdt ze voor de wielerploeg GT Krush Rebel Lease. Van 2021 tot 2023 reed ze voor Parkhotel Valkenburg.

## Palmares
2021
- 3e in eindklassement Watersley Challenge
- 4e in 4e etappe Tour de Feminin - O cenu Českého Švýcarska